# Щ-120
«Щ-120» — советская дизель-электрическая торпедная подводная лодка времён Второй мировой войны, принадлежит к серии V-бис проекта Щ — «Щука».

## История корабля
Лодка была заложена 2 апреля 1932 года на заводе № 194 «им. Марти» в Ленинграде, в 1933 году была доставлена в разобраном виде на завод № 202 «Дальзавод» во Владивостоке для сборки и достройки, спущена на воду в июне 1934 года, 30 января 1935 года вступила в строй.

### Служба
- В годы Второй мировой войны в боевых действиях не участвовала.
- 10 июня 1949 года переименована в «С-120».

## Командиры лодки
- август 1934 — ноябрь 1936: В. П. Радченко
- ноябрь 1936 — июль 1937: Г. А. Наринян, был арестован
- сентябрь 1937 — 22 мая 1939: Каракай, Сидор Алексеевич
- 22 мая — 22 июля 1939: И. Н. Тузов
- … — 29 июля — ноябрь 1939: Дмитрий Григорьевич Пономарёв
- 13 ноября 1939 — 24 февраля 1942: Н. В. Исаев Н. В. (до 1 июня 1940 — исполняющий обязанности)
- 28 апреля — 9 сентября 1942: В. П. Цветко
- 9 сентября 1942 — 10 ноября 1945: А. Г. Буюклинский
- в конце 1940-х: В. А. Боровой
- январь 1951 — январь 1953: Л. Г. Осипенко